# Расскажи мне о себе
«Расскажи мне о себе» — советский художественный фильм 1971 года, снятый режиссёром Сергеем Микаэляном на киностудии «Ленфильм».
Фильм — один из лидеров кинопроката СССР 1972 года: его посмотрело 18,3 млн зрителей.

## Сюжет
Фильм рассказывает историю молодой медсестры Ксении, пережившей утрату любимого во время войны и неудачный брак. Встречая вернувшегося со фронта Фёдора, который становится для её сына настоящим другом и отцом, она соглашается на замужество.

## В ролях
- Тамара Сёмина — Ксения Николаевна Калугина
- Армен Джигарханян — Фёдор
- Виталий Соломин — Лёнчик Пименов
- Виктор Павлов — Евсей Евсеевич, муж Ксении
- Елизавета Никищихина — Нина, подруга Ксении
- Георгий Штиль — старшина
- Александр Афанасьев — военный в окопе
- Вячеслав Васильев — отставной полковник, любитель преферанса
- Татьяна Денисова — Шурочка Чёрных, подруга сына Ксении
- Тамара Карасёва — Марфа Петровна, мать Ксении
- Михаил Кокшенов — Вася, приятель Евсея Евсеевича
- Анатолий Колибянов — Лёня, сын Ксении Калугиной
- Ирина Куберская — коллега Ксении
- Владимир Лосев — капитан, сопровождавший из госпиталя солдатов на фронт
- Любовь Малиновская — соседка Варвара
- Станислав Соколов — капитан буксира
- Виктор Харитонов — солдат
- Олег Хроменков — солдат по прозвищу «Борода»
- Виктор Чайников — Кириллыч, гость на свадьбе
- Виолетта Солодягина — эпизод
- Любовь Тищенко — гостья на свадьбе
- Александр Массарский — из дивизионной разведки (озвучил Игорь Ефимов)
- Дюйшен Байтобетов — эпизод

## Съёмочная группа
- Режиссёр — Сергей Микаэлян
- Сценарист — Будимир Метальников
- Оператор — Александр Чечулин
- Композитор — Исаак Шварц
- Художник — Борис Бурмистров